# Kunsthærværk
Kunsthærværk er anslag på et privat- eller statsligt ejet defineret kunstværk. Juridisk skelnes imellem vandalisme på kunstværker udstillet offentligt, der forbliver i offentligheden, versus kunstdestruktion på kunstværker (ikonoklasme) der fjernes, herunder kunsttyveri. Efter straffelovens § 291, stk.1, straffes den, der forsætligt forøver hærværk, beskadiger eller bortskaffer anden persons ejendom m.v., med fængsling i op til 1,5 år per 2019. Hvis der er tale om gentagen gerning kan straffen forøges med op til 6 års fængsling, jævnfør stk. 2.

## Metoder
Metoderne kan være talrige, lige fra læbestift, maling og syreangreb til eksplosioner. Kendte eksempler er knivflænsninger af kunstmalerier på museer: for eksempel Diego Velázquez' Venus med spejl (1647-51), der blev angrebet med en kødhammer af suffragetten (stemmeretsforkæmperen) Mary Richardson i 1914 på National Gallery i London. Aktionen søgte at befri forbundsfællen Emmeline Pankhurst, der var blevet arresteret dagen forinden. Richardson nåede at tildele maleriet syv hug.
Ilja Repins Ivan den Grusomme og hans søn (1883-85), fik samme behandling året forinden på Tretjakovgalleriet af en ikonoklast med tre hug. På Lorenzo Costas renæssancemaleri Den hellige familie (1490-1510), fik Jesusbarnet et flænset kryds henover brystkassen i 1969, på Stedelijk Museum i Amsterdam. Ti år senere fik Vincent van Goghs La Berceuse (1889) samme tur med en cirka 35 centimeter lang flænge midt i billedet. Gerningsmanden, en 31-årig kunstner, var misfornøjet med ikke at få kommunalunderstøttelse for sin kunst.
I 2014 smadrede en lokal kunstner en Ai Weiwei-potte sat til en værdi af 1 million $ - begrundelse: der var for lidt lokalkunst på galleriet Peréz Kunstmuseum i Miami.
Selvhærværk
Omvendt kan kendte kunstnere også finde på at flænse egen kunst: i 1908 blev Claude Monet så utilfreds med sin kunst ved en udstilling, ansat til 100.000 $, at han på et øjeblik vandaliserede malerierne med en kniv og en malerpensel. Michelangelo skal have gjort samme med en fuldt færdig statue han ikke var tilfreds med. Resolut tog han hammer og mejsel i hånden og huggede statuen ned. Hans nøgenstatue af David (1501-04) har ved flere lejligheder i nyere tid været udsat for samme behandling i Firenze. Ubelejligt for hærværksmændene kunne de kun nå en tå på statuen, der stod ophøjet på sin sokkel. Derefter flyttede bystyret statuen ind på et museum.
Kendt er desuden gadekunstneren Banksys selvmakulerende kunstværk af "Pige med ballon" fra 2018. Efter det offentlige auktionssalg makuleredes billedet, der blev kaldt 'skabelsen af et kunstværk'. Banksys værker er af andre blevet betegnet som rent "hærværk". Banksy mistænkes for oprindelig at være en engelsk gadegraffitikunstner. Juridisk-teknisk set er graffiti, tags, garngraffitier, installationer, klistermærker og plakater m.v. sat op på privat ejendom eller i offentligt rum, vandalisme, selvom intentionen ofte er en anden, især typisk kultur- og miljøkritisk.
Som variant takseres også opsatte installationer på fredede områder som vandalisme. Utah-monolitten, en tre meter høj søjle opsat i ørkenen i 2016 skabte uro iblandt lokalbefolkningen efter dens opdagelse fire år senere. Utah Department of Public Safety (DPS) udsendte en meddelelse hvori citeredes Bureau of Land Managements regulationer, der lyder, at det er ulovligt at rejse strukturer (herunder kunst) på offentlig land uden tilladelse, "uanset hvilken planet, du er fra". Man frygtede især at nyfigne tilrejsende ville ødelægge den forhistoriske kunst og historiske artefakter i området.

## Historisk
Kunsthærværk kendes allerede i oldtiden, hvor flere store kulturer og deres bygningskunst og skulpturer med videre blev slettet fra erindringen; det var typisk den største straf i samtiden over for besejrede modstandere.
I antikken beordrede eksempelvis Alexander den Store nedrivningen af bygningsværker i Persien, Persepolis, der aldrig blev genopbygget. Det er siden hævdet at Napoleon Bonapartes soldater tillodes at skyde om kap på Sfinksen i Giza efter erobringen af Egypten. Andre kilder hævder at arabere i 600-talet huggede næsen af sfinksen, ligesom man gjorde med fjender. Ingen har dog kunne dokumentere det. Arkæologer bekræfter at der er spor efter mejselhug ved næsen dateret til imellem det 3. og 10. århundrede. Mens kritikere indvender at erosion på kalksten fra 3.-4.500 f.Kr. kan have gjort udslaget.
Med til listen hører også antikkens afhuggede lemmer af statuer, blandt andet fallosser og hoveder. Et moderne tilløbsstykke var maleren William Etty (1787-1849), hvis udstilling af replikaer i 1847 af nøgne græske skulpturer på York School of Design, skolen han selv havde været med til at grundlægge, på foranledning af en kvindelig elev beordredes til at hugge penisserne af skulpturerne og dække områderne med figenblade.
Mange krige har ledt til hærværk af kunst ligesom også attentater. Ved kollapset af World Trade Center efter terrorangrebet den 11. september 2001, gik privat og offentlig kunst anslået til 110 millioner $ til grunde. I moderne tid tæller også Talibans bortsprængninger af Buddhastatuerne i Bamiyan og ISIL's hærværk i Palmyra og Hatra m.fl. med til vandalistlisten.

## Danmark
I Danmark tæller omsmeltningen af Guldhornene i 1802 med som kunsthærværk. Også Den lille Havfrue har siden sin opstilling i 1913 været udsat for hærværk gentagende gange, blandt andet fået maling hældt over sig og fået hugget armene af. Desuden er den blevet halshugget både i 1964 og 1998. Kunstneren Jørgen Nash hævdede i sin erindringsbog En havfruemorder krydser sit spor (1997), at han kendte gerningsmanden og at hovedet blev kastet i Utterslev Mose. Det er ikke blevet bevist. I 2003 blev Den Lille Havfrue angiveligt blæst af sin stensokkel igennem en detonation.
Senest blev dumpningen af en gipsbuste af Frederik 5. i Københavns Havn i 2020, der deformerede busten til ukendelighed, kendt. Ramaskriget fortsatte med kunstneren Ibi-Pippi Orup Hedegaards vandalisering af kunstneren Asger Jorns såkaldte modifikation af et billigt kitschmaleri til "Den Foruroligende Ælling" (1959) på Museum Jorn. Ibi-Pippi udtalte ved sin arrestation, at hun kaldte sin aktion, der tilføjede et portræt af hende selv, for "Den foruroligende kælling", 'nu et maleri ved Ibi-Pippi'. Selv havde Jorn i begyndelsen af 1960'erne nedsat Instituttet for Sammenlignende Vandalisme i Silkeborg - med tilføjelsen: "beregnet for papirkurven".

## Forklaringsmodel
Seksualforskeren Ernst Bornemann noterer at vandalisten ofte udgiver sig for at være moralist og sædelighedsforkæmper, men når der er tale om at kunsten beskæmmes og gøres beskidt med alskens malerfarver, afføring, syre, urin og lignende, bliver det en skjult parafili, en seksualfetich, grænsende til sadisme, også når kunstartefakter ødelægges.
I Danmark var især kunstneren og kunsthistorikeren Jens Jørgen Thorsen, kendt for at male med sine kønsdele på offentlige facader, der siden skabte en hale af efterabere i vor tid. Aktionskunstneren Uwe Max Jensen kan ses i samme lys.

## Eksterne referencer
- Jens Staubrand: Asger Jorn – On the author Ager Jorn and his five books from the Scandinavian Institute of Comparative Vandalism and Index to Asger Jorn’s five books from the Scandinavian Institute of Comparative Vandalism, Copenhagen 2009 (på dansk og engelsk).